# سن جیووانی لوپاتوتو
سن جیووانی لوپاتوتو (به ایتالیایی: San Giovanni Lupatoto) یک کومونه در ایتالیا است که در استان ورونا واقع شده‌است.

## خصوصیات
سن جیووانی لوپاتوتو ۱۸٫۹ کیلومترمربع مساحت و ۲۵٬۰۱۶ نفر جمعیت دارد و ۴۲ متر بالاتر از سطح دریا واقع شده‌است.

## خواهرخوانده
شهر Seyssinet-Pariset خواهرخواندهٔ سن جیووانی لوپاتوتو هست.